# Cher (rzeka)

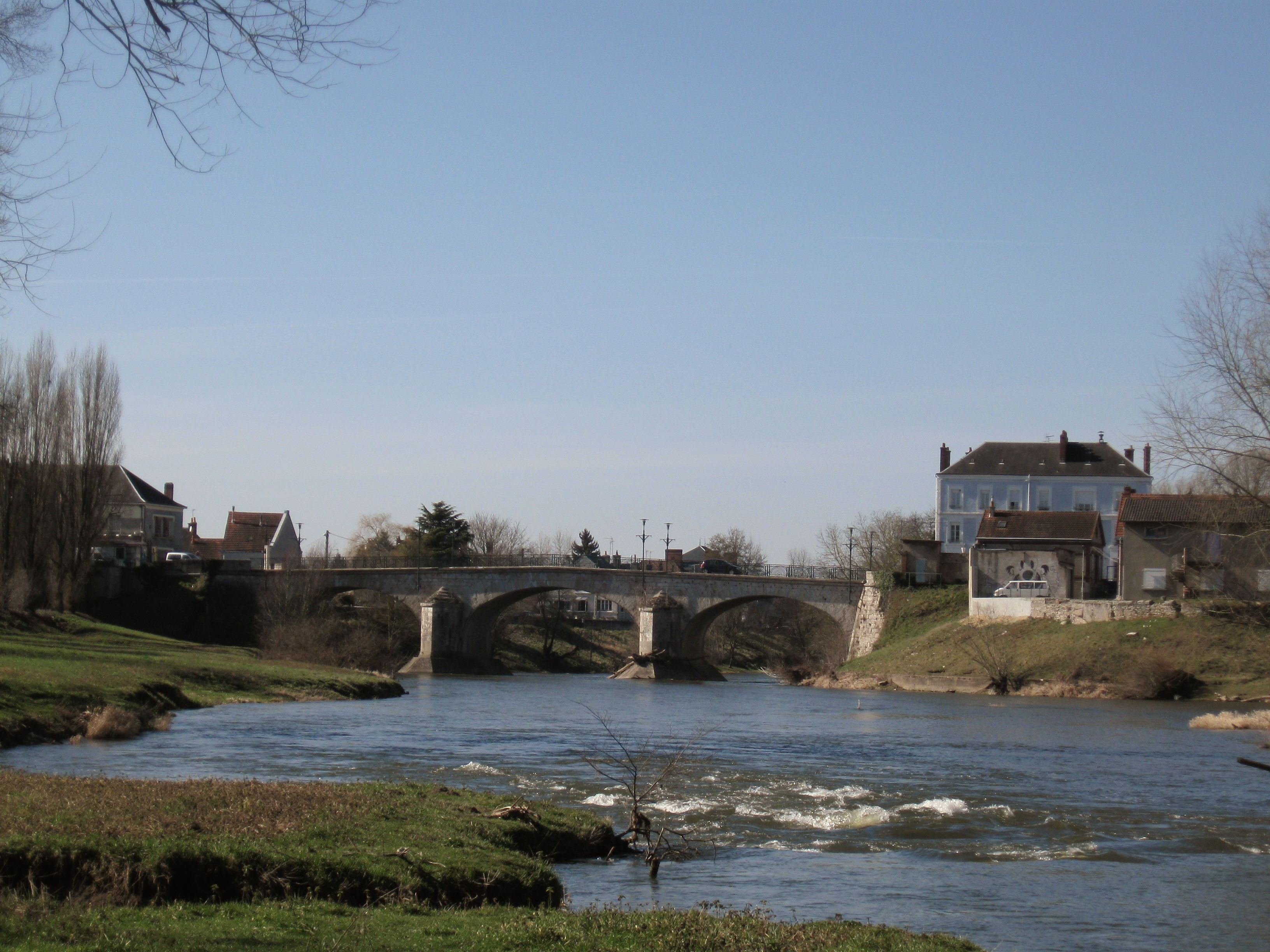
Cher w Vierzon

Cher (wym. [ʃεɾ]) – rzeka w środkowej Francji, lewy dopływ Loary o długości 320 km i powierzchni dorzecza 14 000 km².
Rzeka wypływa ze źródeł w północnej części Masywu Centralnego, na północny zachód od Clermont-Ferrand, płynie przez Masyw Centralny, południową część Basenu Paryskiego, a do Loary uchodzi na zachód od Tours.
Główne dopływy:
- lewe: Arnon;
- prawe: Yèvre, Sauldre.

Ważniejsze miejscowości nad Cherem: Montluçon, Saint-Amand-Montrond, Saint-Florent-sur-Cher, Vierzon, Selles-sur-Cher, Montrichard, Bléré, Tours.